# 汪諧
汪谐（1432年—1499年），字伯諧，號寅軒，浙江仁和人，明朝政治人物、進士出身。汪澄之子。

## 生平
汪谐曾冒顺天香河籍，景泰四年（1453年）順天府鄉試中舉，后被發現革除；后又于景泰七年（1456年）丙子科浙江鄉試中舉，登天順四年（1460年）進士，改庶吉士，六年九月授翰林院編修，成化三年（1467年）八月升修撰，十二年六月升右春坊右谕德，十三年四月升右庶子，十五年五月以母喪去任，十八年四月服阕復任原职，二十二年七月与左谕德程敏政同为应天府乡试考试官，二十三年三月教习庶吉士。孝宗即位，十一月升少詹事兼侍讲学士，弘治元年（1488年）充《憲宗实录》副总裁，三年二月充会试考试官，四年八月升礼部右侍郎兼翰林院学士，五年三月养病。十二年十月卒，年六十八。死後贈礼部尚書。

## 著作
著有《寅軒稿》。

## 家族
祖汪仲仁。父汪士淵，贈翰林院编修。有弟汪篪、子汪举、汪赐均進士出身。